# 李元俭
李元俭（542年—577年12月4日），名华炀，字元俭，以字行，陇西郡狄道县（今甘肃省定西市临洮县），出自陇西李氏姑臧房，北齐轻车将军、尚书考功郎中李倩之长子。

## 生平
李元俭在北齐出任劲武将军、并州田曹参军。建德六年（577年），北周灭北齐，李元俭投诚北周，任总管府户曹参军。十一月九日（577年12月4日），李元俭与次子李勇首在晋阳去世，虚岁三十六，十二月庚子朔二十一日庚申（578年1月15日）暂时安葬于相州城东北十里。

## 家族

### 母亲
- 太原王氏，北魏中书监、长社侯王琼孙女，北魏中书侍郎、齐州刺史王延业之女[1]

### 兄弟姐妹
- 李武卿，北齐司州主簿[1]
- 李月静，嫁北齐齐州别驾、从事史太原王修[1]
- 李昭明，嫁北齐太子仆清河崔拯[1]
- 李昭相，嫁北齐给事黄门侍郎范阳卢思道[1]
- 李良愿，嫁北齐阳夏郡太守荥阳郑蕴[1]

### 夫人
- 博陵崔氏，北齐侍中、特进、开府仪同三司崔季舒之女[1]

### 儿子
- 李刘奴，长子[1]
- 李勇首，第二子，虚岁十一时去世[1]
- 李夫子，第三子[1]